# Cameron (Louisiana)
Cameron ist eine Siedlung auf gemeindefreiem Gebiet und Verwaltungssitz des Cameron Parish im US-amerikanischen Bundesstaat Louisiana. Zu statistischen Zwecken ist der Ort zu einem Census-designated place (CDP) zusammengefasst worden. Im Jahr 2020 hatte Cameron 315 Einwohner.
Cameron ist Bestandteil der Lake Charles Metropolitan Statistical Area, der Metropolregion um die Stadt Lake Charles.

## Geografie
Cameron liegt zwischen dem Brackwassersee Calcasieu Lake, dem Golf von Mexiko und dem Verbindungskanal dazwischen, der die Mündung des Calcasieu River bildet.
Die geografischen Koordinaten von Cameron sind 29°47′52″ nördlicher Breite und 93°19′31″ westlicher Länge. Der Ort erstreckt sich über eine Fläche von 76,1 km², die sich auf 72 km² Land- und 4,1 km² Wasserfläche verteilen. 
Benachbarte Orte von Cameron sind Holly Beach (17 km westlich) und Oak Grove (23,9 km östlich).
Das Stadtzentrum von Lake Charles liegt 86,6 km nördlich. Die nächstgelegenen Großstädte sind Lafayette (181 km  ostnordöstlich), Louisianas Hauptstadt Baton Rouge (269 km in der gleichen Richtung), Shreveport (370 km nördlich), Beaumont in Texas (111 km westnordwestlich) und Houston (217 km westlich).

## Verkehr
Der Louisiana Highway 27 führt in West-Ost-Richtung als Hauptstraße durch Cameron. Im Westen des Ortes trifft der Highway auf den Mündungskanal des Calcasieu River, über den eine Fährverbindung besteht. Alle weiteren Straßen sind untergeordnete und teils unbefestigte Fahrwege sowie innerörtliche Verbindungsstraßen.
Mit dem Lake Charles Regional Airport befindet sich 72,7 km nördlich der nächste Regionalflughafen. Der nächstgelegene internationale Großflughafen ist der George Bush Intercontinental Airport in Houston (233 km westlich).

## Bevölkerung
Nach der Volkszählung im Jahr 2010 lebten in Cameron 406 Menschen in 165 Haushalten. Die Bevölkerungsdichte betrug 5,6 Einwohner pro Quadratkilometer. In den 165 Haushalten lebten statistisch je 2,46 Personen. 
Ethnisch betrachtet setzte sich die Bevölkerung zusammen aus 92,4 Prozent Weißen, 2,5 Prozent Afroamerikanern, 2,0 Prozent amerikanischen Ureinwohnern sowie 1,5 Prozent aus anderen ethnischen Gruppen; 1,7 Prozent stammten von zwei oder mehr Ethnien ab. Unabhängig von der ethnischen Zugehörigkeit waren 2,5 Prozent der Bevölkerung spanischer oder lateinamerikanischer Abstammung. 
20,4 Prozent der Bevölkerung waren unter 18 Jahre alt, 68,5 Prozent waren zwischen 18 und 64 und 11,1 Prozent waren 65 Jahre oder älter. 51,5 Prozent der Bevölkerung war weiblich.
Das mittlere jährliche Einkommen eines Haushalts lag bei 61.731 USD. Das Pro-Kopf-Einkommen betrug 27.673 USD. 18 Prozent der Einwohner lebten unterhalb der Armutsgrenze.